# René Mathis
René Mathis é uma personagem fictícia dos filmes 007 Casino Royale de 2006 e Quantum of Solace, de 2008, da franquia cinematográfica de James Bond. Um agente do MI-6 aliado de 007 no cinema, no livro original de Ian Fleming Mathis é um agente francês do Deuxième Bureau, que aparece também na novela From Russia With Love, quinto livro da série.
Nos dois filmes a personagem é interpretada pelo ator italiano Giancarlo Giannini.

## No cinema
Mathis, que aparece primeiramente em Casino Royale apresentando-se a Bond com o mesmo maneirismo de introdução do espião - "Meu nome é Mathis, René Mathis" - é um lobo solitário do MI-6 estacionado em Montenegro, na Europa Central. Com a chegada de Bond e Vesper Lynd ao país para o torneio de pôquer contra Le Chiffre, ele procura proteger os dois dos planos do vilão e seus capangas. Ele começa expondo o chefe de polícia local - um aliado do vilão - por corrupção, falsificando alguns documentos e ajuda Bond a esconder os corpos de Steven Obanno e seu capanga no porta-malas de um carro - e avisar a polícia sobre eles -, depois que Bond os mata numa luta selvagem no hotel.
Num intervalo da partida de pôquer, Bond conta a Mathis e Vesper sobre um maneirismo que ele notou em Le Chiffre toda vez que este está blefando no jogo. Pouco depois, na rodada crucial, Le Chiffre repete o maneirismo e Bond aposta tudo achando se tratar de blefe, mas as cartas do vilão eram maiores e Bond perde todo seu dinheiro. Fica no ar que alguém contou a Le Chiffre sobre a descoberta de seu tique e esse alguém parece ser Mathis. Quando Le Chiffre captura Bond após ser finalmente derrotado pelo espião, ele diz a Bond: "Talvez o seu amigo Mathis seja realmente.. o meu amigo Mathis".
Ao fim do filme, quando Mathis visita Bond na clínica de recuperação onde se encontra, ele é paralisado por uma arma de eletrochoque por agentes do MI-6 e levado em custódia. Mais tarde porém, M esclarece a Bond que na verdade Vesper era a involuntária e chantageada traidora e inocenta Mathis, mas Bond não concorda pois acha que sua inocência não foi provada e pede que M continue interrogando-o. A verdadeira natureza de Mathis só fica esclarecida no filme seguinte.
Em Quantum of Solace fica estabelecida a inocência de Mathis, como alguém instruído por Le Chiffre, mas um agente triplo trabalhando para o MI-6 e como desculpas por sua prisão, o MI-6 lhe concede uma villa em Talamone no litoral da Toscana, Itália. Bond o procura pedindo ajuda para uma infiltração na Bolívia usando passaporte e papéis falsificados e Mathis o acompanha até o país. Ele leva 007 e sua assistente, a agente Strawberry Fields, a uma festa para uma confrontação com o vilão da organização Quantum, Dominic Greene, e usa seus contatos na polícia local para proteger Bond. Porém a polícia, cujo chefe é um aliado corrupto de Greene, o trai. Quando Bond sai da festa, é parado por policiais que lhe mandam abrir o porta-malas do carro e nele está Mathis, mortalmente ferido e quase morto. Os policias notando que Mathis ainda está vivo atiram nas suas costas.
Bond enfrenta e mata os policiais corruptos e retira Mathis do carro. Morrendo, ele pede a Bond que fique com ele até o fim, que perdoe Vesper Lynd, que deu sua vida pelo espião - no filme anterior - e que também o perdoe, morrendo em seus braços. Aparentando frieza, Bond joga o corpo de Mathis numa lata de lixo e pega sua carteira, dizendo que ele não se importaria com isso. No fim do filme, entretanto, ele executa o chefe de polícia, dizendo-lhe que os dois "tinham um amigo em comum", vingando René Mathis.